# Bercimuel
Bercimuel er en by og kommune i det centrale Spanien i provinsen Segovia. Den har et indbyggertal på 36 (2024) indbyggere.